# Romanowka (rejon soroczyński)
Romanowka (ros. Романовка) – wieś (sieło) w Rosji, w obwodzie orenburskim, w rejonie soroczyńskim. W 2021 liczyła 398 mieszkańców.